# Туриландия

Туриландия на карте штата.

Туриландия (порт. Turilândia) — муниципалитет в Бразилии, входит в штат Мараньян. Составная часть мезорегиона Запад штата Мараньян. Входит в экономико-статистический микрорегион Гурупи. Население составляет 22 846 человек на 2010 год. Занимает площадь 1511,857 км². Плотность населения — 15,11 чел./км².

## История
Город основан 10 ноября 1994 года. 

## Статистика
- Валовой внутренний продукт на 2003 год составляет 21 560 465,00 реалов (данные: Бразильский институт географии и статистики).
- Валовой внутренний продукт на душу населения на 2003 год составляет 1231,32 реал (данные: Бразильский институт географии и статистики).
- Индекс развития человеческого потенциала на 2000 год составляет 0,527 (данные: Программа развития ООН).

## Демография
Согласно сведениям, собранным в ходе переписи 2010 г. Национальным институтом географии и статистики (IBGE), население муниципалитета составляет:
| Полное население                               | Полное население                               | Полное население                               | Полное население                               | 22 846 |
| ---------------------------------------------- | ---------------------------------------------- | ---------------------------------------------- | ---------------------------------------------- | ------ |
| в том числе:                                   | Городское население                            | 10 353                                         | Процент городского населения, %                | 45,32  |
|                                                | Сельское население                             | 12 493                                         | Процент сельского населения, %                 | 54,68  |
|                                                | Мужское население                              | 11 481                                         | Процент мужского населения, %                  | 50,25  |
|                                                | Женское население                              | 11 365                                         | Процент женского населения, %                  | 49,75  |
| Плотность населения, чел/км²                   | Плотность населения, чел/км²                   | Плотность населения, чел/км²                   | Плотность населения, чел/км²                   | 15,11  |
| Население муниципалитета в % к населению штата | Население муниципалитета в % к населению штата | Население муниципалитета в % к населению штата | Население муниципалитета в % к населению штата | 0,35   |

По данным оценки 2016 года, население муниципалитета составляет 24 907 жителей.

## Важнейшие населенные пункты
| № | Населённый пункт  | Населённый пункт (исп.) | Категория | Население чел. (2002) | На карте                       |
| - | ----------------- | ----------------------- | --------- | --------------------- | ------------------------------ |
| 1 | Туриландия        | Turilândia              | город     | 10 346                | 2°13′18″ ю. ш. 45°18′22″ з. д. |
| 2 | Вила-да-Пас       | Vila da Paz             | поселок   | 2561                  | 2°02′16″ ю. ш. 45°26′45″ з. д. |
| 3 | Бакабейра         | Bacabeira               | поселок   | 1266                  | 2°10′30″ ю. ш. 45°28′50″ з. д. |
| 4 | Примавера         | Primavera               | поселок   | 901                   | 2°09′42″ ю. ш. 45°36′57″ з. д. |
| 5 | Лагу-Бониту       | Lago Bonito             | поселок   | 502                   | 2°18′52″ ю. ш. 45°29′28″ з. д. |
| 6 | Акампаменту       | Acampamento             | поселок   | 318                   | 2°17′38″ ю. ш. 45°30′59″ з. д. |
| 7 | Сантанинья-Гранди | Santaninha Grande       | поселок   | 273                   | 2°20′40″ ю. ш. 45°33′20″ з. д. |
| 8 | Лимуэйру          | Limoeiro                | поселок   | 245                   | 2°17′02″ ю. ш. 45°26′55″ з. д. |
| 9 | Боа-Виста         | Boa Vista               | поселок   | 182                   | 2°18′45″ ю. ш. 45°28′23″ з. д. |